# Бережок (Бокситогорский район)
Бережок — деревня в Ефимовском городском поселении Бокситогорского района Ленинградской области.

## История
Деревня Бережок Дмитриевского Кременицкого погоста, упоминается в переписи 1710 года.
Как деревня Берег она обозначена на карте Новгородского наместничества 1792 года А. М. Вильбрехта.
Село Берег и смежная с ним усадьба Абрамышево упоминаются на семитопографической карте Новгородской губернии 1847 года.
В конце XIX — начале XX века усадьба Берег административно относилась к Соминской волости 1-го земского участка 3-го стана Устюженского уезда Новгородской губернии.

БЕРЕГ, АБРАМЫШЕВО — усадьба Зверева, число дворов — 4, число домов — 2, число жителей: 3 м. п., 4 ж. п.; Занятия жителей: земледелие. Река Тушемелька. Смежна с усадьбой Бережок. 

БЕРЕЖОК, АБРАМЫШЕВО — усадьба П. И. Савинича, число дворов — 1, число домов — 2, число жителей: 7 м. п., 10 ж. п.; Занятия жителей: земледелие. Река Тушемелька. Смежна с усадьбой Берег. (1910 год) 

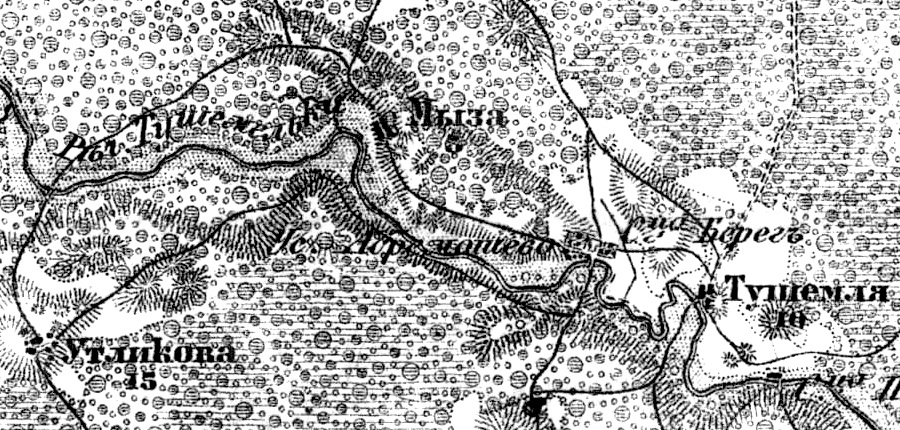
Деревня Бережок на карте 1917 года

Согласно военно-топографической карте Новгородской губернии издания 1917 года на месте современной деревни находилось сельцо Берег и усадьба Абрамошево.
С 1917 по 1918 год деревня входила в состав Тарантаевской волости Тихвинского уезда Новгородской губернии.
С 1918 года в составе Череповецкой губернии.
С 1924 года в составе Соминской волости Устюженского уезда.
С 1927 года в составе Тушемелевского сельсовета Ефимовского района.
Согласно карте Ленинградской области Северо-западного аэрогеодезического треста ГГУ издания 1932 года смежные деревни Берег и Бережок насчитывали 1 крестьянский двор каждая.
По данным 1933 года выселок Бережок входил в состав Тушемелевского сельсовета Ефимовского района.
В 1950 году население деревни составляло 138 человек.
С 1954 года в составе Журавлёвского сельсовета.
С 1965 года в составе Бокситогорского района. В 1965 году население деревни составляло 79 человек.
По данным 1966, 1973 и 1990 годов деревня Бережок также входила в состав Журавлёвского сельсовета.
В 1997 году в деревне Бережок Журавлёвской волости проживали 60 человек, в 2002 году — 43 человека (русские — 98 %).
В 2007 году в деревне Бережок Климовского СП проживали 39 человек, в 2010 году — 21.
В мае 2019 года Климовское сельское поселение вошло в состав Ефимовского городского поселения.

## География
Деревня расположена в южной части района на автодороге 41К-030 (Красная Речка — Турандино).
Расстояние до ближайшей железнодорожной станции Ефимовская — 26 км. 
Деревня находится на левом берегу реки Тушемелька.

## Демография
| 1997 | 2002 | 2007 | 2010 | 2017 |
| ---- | ---- | ---- | ---- | ---- |
| 60   | ↘43  | ↘39  | ↘21  | ↗26  |

### Национальный состав
Согласно данным Всероссийской переписи населения 2021 года в деревне проживали 22 человека, все русские.

## Инфраструктура
На 1 января 2013 года в деревне числилось 15 домохозяйств.